# Berkel en Rodenrijs
Berkel en Rodenrijs  è una località olandese situata nel comune di Lansingerland, nella provincia dell'Olanda meridionale.